# 奥托·吕勒

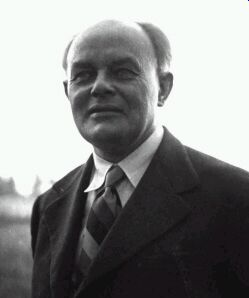
奥托·吕勒

奥托·吕勒（德語：Otto Rühle；1874年10月23日—1943年6月23日）是德国的一个马克思主义者，为“不来梅左派”的领导人。
第一次世界大战期间，他与卡尔·李卜克内西、罗莎·卢森堡、弗兰茨·梅林及其他人一起创建了提出革命性的国际主义以反对各国相互杀伐的世界的《国际》杂志以及1916年的斯巴达克同盟。
斯巴达克同盟站在反对列宁主义的立场上，并受到布尔什维克党人不一致的攻击。尽管卡尔·李卜克内西和罗莎·卢森堡在1919年因为参与德国革命而被刺杀，吕勒仍投身于德国劳工运动左派，同时发展了早期共产主义者对布尔什维主义的批评及早期的反对法西斯主义的立场。吕勒视苏联为与西方的以国家为中心的资本主义有很大相似之处的国家资本主义，以及法西斯主义的一种形式：
“（苏联）被其他资本主义的独裁当作模式。意识形态的分歧并不真的有别于社会经济的体系。”
他还视列宁主义的党为颠覆沙皇主义的一种适当形式，但终究不是无产阶级革命的适当形式。正因如此，不论布尔什维克的实际意图如何，不论他们实际上的成就带来比欧洲资产阶级革命而非无产阶级革命的更相近之处：
“这一区别介于领导和主体、知识分子和工人、军官和列兵之间。一个阶级被教导为统治阶级；另一阶级为被统治阶级。列宁的组织仅仅是资产阶级社会的复制品。他的革命客观上是由创立一个社会秩序体现这些阶级关系，而不顾及伴随这一进程的主观目的性的武力确立的。”
吕勒还是党作为革命组织形式的批判者，声称“革命非党务”，并支持强调工人和士兵委员会的重要性更具委员会共产主义的观点。他参与了1921年10月统一工人联盟的创建。
保尔·马蒂克在《Anti-Bolshevik Communism》一书中描述吕勒是被多个“官方的”刻画所僵化的德国劳工运动中一个典型的激进派人物；一个被他的劳工运动对列宁主义党派的共产主义以及对资本主义民主和法西斯主义的对抗关系定义的永远的局外人。
吕勒是清除托洛茨基在莫斯科公审期间所受全部指控的杜威委员会的一员。
吕勒撰写了内容详尽的《Karl Marx: His Life and Works （页面存档备份，存于）》。
1921年他娶了德国犹太人作家、女权主义者和心理学家爱丽丝·格尔斯泰尔为妻。